# Carrer de l'Abadia (Reus)
El carrer de l'Abadia és un carrer de la ciutat de Reus que va des del carrer de les Barreres fins a la plaça de sant Pere, on hi ha l'església prioral. En aquest carrer hi ha l'Abadia, que li dona nom. Es va obrir en uns terrenys de Gaspar Casas, i va portar aquest nom, i més tard de n'Anglès. També se'l coneix com a carrer del Prior. De la plaça de sant Miquel hi arriba el carreró de l'Abadia, estret i desnivellat, un carreró on no hi ha entrades a les cases. Hi donen els darreres de les cases del carrer de la Font.
Segons Gras i Elias és un dels carrers més antics de la ciutat. L'any 1734, l'alcalde Pere Puig va fer enderrocar la casa del Corbella que no estava alineada amb el carrer i obstruïa la visió des de mig carrer de l'església de sant Pere.

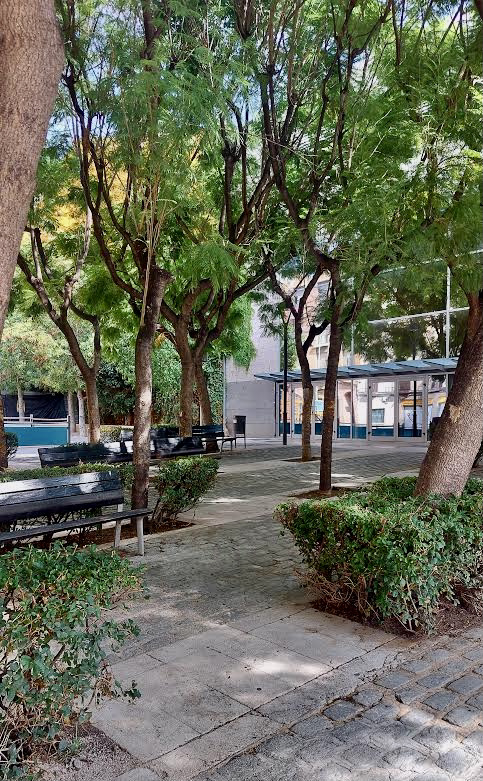
Plaça del Teatre des del carrer de l'Abadia. A la dreta el Teatre Bartrina

A més de l'Abadia en aquest carrer hi trobem la casa dels Espuny, un edifici setcentista bastant ben conservat. També hi ha dos conjunts d'habitatges socials. A tocar del carrer de les Barreres hi trobem la plaça del Teatre, la part del darrere (o del davant) del teatre Bartrina que té l'entrada històrica pel Centre de Lectura. La urbanització d'aquesta plaça ha comportat obrir un nou espai a la ciutat, a més de remodelar el teatre, on s'ha ampliat la caixa escènica, amb una alçada que duplica les de les altres cases.